# حرکت دسته‌جمعی مردم در سویل و صحنه نبرد گاوهای نر
حرکت دسته جمعی مردم در سویل و صحنه نبرد گاوهای نر (انگلیسی: Procession at Seville and bullfighting scenes) یک فیلم ورزشی، صامت و کوتاه فرانسوی است که در سال ۱۸۹۸ ساخته شد. کارگردان این فیلم برادران لومیر هستند.